# Otra
Il fiume Otra è un fiume della Norvegia meridionale, che scorre nella contea di Agder.

## Geografia

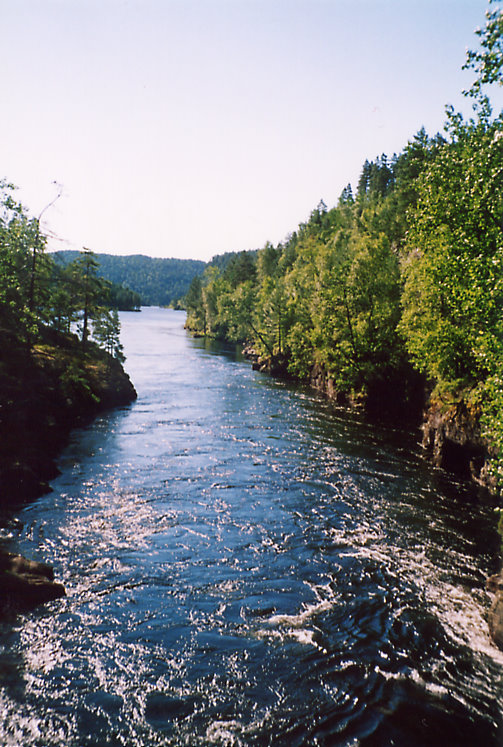
L'Otra nei pressi del lago Røyknesfjord.

Con i suoi 245 km, l'Otra è il corso d'acqua più lungo dell'intero Sørlandet e l'ottavo della Norvegia. Lungo il proprio corso l'Otra forma diversi laghi tra cui l'Åraksfjorden, il Byglandsfjorden, lo Hartevatnet e il Kilefjorden.
Inoltre l'Otra è famoso per la pesca al salmone, grazie alla bassa acidità conferita dalle rocce calcaree caratteristiche della valle dello Setesdal. Comuni sono anche la trota, la sanguinerola e il "Bleke", una varietà di salmone endemica dell'Otra.

### Corso del fiume

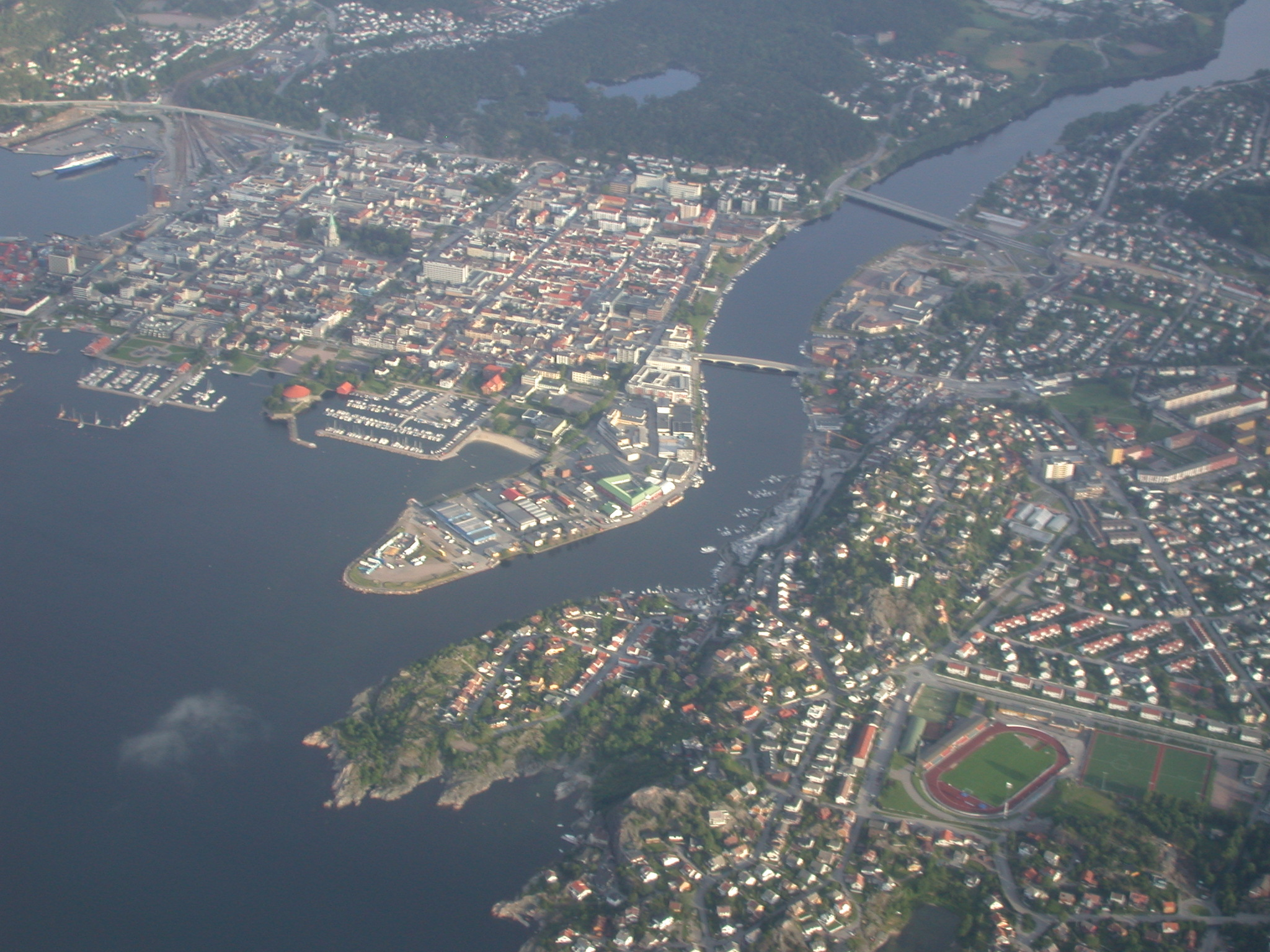
La foce dell'Otra a Kristiansand.

Il fiume nasce sui monti Setesdalsheiene come emissario del lago Breidvatnet, nel comune di Bykle. Successivamente l'Otra scorre verso sud attraversando i comuni di Valle, Bygland, Evje og Hornnes, Iveland, Vennesla e Kristiansand. Il fiume sfocia nello Skagerrak nel centro di Kristiansand, nell'estremo sud della Norvegia, dove è chiamato anche Torridalselven.
Vi sono 12 centrali idroelettriche lungo il corso dell'Otra che producono la maggior parte dell'energia idroelettrica utilizzata nella Norvegia meridionale.